# (37567) 1989 SC3
1989 SC3 (asteroide 37567) é um asteroide da cintura principal. Possui uma excentricidade de 0.08740260 e uma inclinação de 12.46131º.
Este asteroide foi descoberto no dia 26 de setembro de 1989 por Eric Walter Elst em La Silla.